# Lancetes praemorsus
Lancetes praemorsus är en skalbaggsart som först beskrevs av Wilhelm Ferdinand Erichson 1834.  Lancetes praemorsus ingår i släktet Lancetes och familjen dykare. Inga underarter finns listade i Catalogue of Life.